# Growing of My Heart
"Growing of My Heart" là đĩa đơn thứ 22 của Mai Kuraki được phát hành vào ngày 9 tháng 11 năm 2005

## Tie-up
- Phim anime "Thám tử lừng danh Conan", bài hát chủ đề mở đầu thứ 16

## Danh sách Track
Tất cả lời bài hát được viết bởi Mai Kuraki.
| CD  | CD                    | CD         |
| STT | Nhan đề               | Thời lượng |
| --- | --------------------- | ---------- |
| 1.  | "Growing of My Heart" |            |
| 2.  | "Seven Nights"        |            |
| 3.  | "Winter Swear"        |            |

## Bảng xếp hạng

### Bảng xếp hạng doanh thu Oricon
| Phát hành           | Bảng xếp hạng                | Peak Position | Ngày đầu tiên/Doanh thu tuần | Tổng doanh thu | Chart Run |
| ------------------- | ---------------------------- | ------------- | ---------------------------- | -------------- | --------- |
| 9 tháng 11 năm 2005 | Oricon Daily Singles Chart   | #10           |                              |                |           |
| 9 tháng 11 năm 2005 | Oricon Weekly Singles Chart  | #7            | 37,564                       | 62,299         | 10 weeks  |
| 9 tháng 11 năm 2005 | Oricon Monthly Singles Chart |               |                              |                |           |
| 9 tháng 11 năm 2005 | Oricon Yearly Singles Chart  |               |                              |                |           |